# YU-TA
奏優太（ユータ、本名:坂口 優太、1985年6月23日 - ）は、日本のプロデューサー、シンガーソングライター。横浜市出身。

## 経歴
奏優太（かなで ゆうた）
基本情報 生年月日 1985年6月23日 出身地 神奈川県横浜市 職業 プロデューサー、シンガーソングライター、ボイストレーナー、実業家 活動期間 2000年代 - 現在 レーベル SYNC TONE MUSIC 公式サイト SYNC TONE MUSIC 来歴 幼少期・音楽活動の始まり 神奈川県横浜市に生まれる。父親であるガンジー坂口は、プロのジャズベーシストとして日本の東京や海外のニューヨークなどで活躍していた。その影響を受け、奏優太は5歳の頃からメロディーを聴いて即座にピアノで再現するなど、耳コピの才能を見せていたという。幼少期から音楽に慣れ親しむが、本格的に楽曲制作を始めたのは中学入学後とされている。それまでは漫画家を目指しており、鳥山明の「ドラゴンボール」に憧れ、現在も画力には定評がある。SNSなどで作品を公開している。
路上ライブ活動 2005年から2006年頃まで、ギター一本で神奈川県横浜市や東京都内を中心に頻繁に路上ライブを行っていた。みなとみらいでは人だかりで騒動が起きるほどだった。歌唱力と表現力を活かしたパフォーマンスで注目を集めた。 音楽性 4オクターブ以上の音域を持ち、力強い声量と囁くような繊細な歌唱を自在に使い分けることができる。さらに、ハーモニーやリハーモナイズに長け、独自のアレンジセンスを活かした楽曲制作を行っている。ジャンルにとらわれず、EDM、HIPHOP、R&B、フォークソング、演歌、映画音楽など多岐にわたる楽曲を手掛けている。 
配信楽曲 ダウンロード配信、ストリーミング配信を中心に活動しており、過去に配信されていた楽曲は以下の通り。 Thank YOU! 、Door of Dream 、パフ、 TURN IT UP 、風の最果て、 Momentus、 Get Set Go! 、灯台の光、 Grasp The Chance 初の配信楽曲「Thank YOU!」は、明るい曲調で感謝の気持ちを綴ったポップソング。2曲目の「Door of Dream」は、大人の雰囲気が漂うラブバラードであり、YouTubeやカラオケの鉄人でPVが公開されていた。 3rdシングル「パフ」は、ミニチュアダックスがジャケットに描かれており、命の終わりをテーマにした楽曲となっている。さ 音楽活動の原点 初めて演奏した楽曲は、映画「黒いオルフェ」の主題歌である「カーニバルの朝」とされており、小学生の頃にギターでコピーしていた。この楽曲は彼にとって原点に立ち返る曲とされ、2005年6月19日横浜駅西口で行った路上ライブのMCでも語られている。 父ガンジー坂口の葬儀では、300人以上のミュージシャンや音楽業界関係者が集い、「ライブ葬」を行った。この経験を通じ、人と人の心がシンクロする感覚を体験し、現在のライブスタイルの原点となった。 ボイストレーナーとして 20歳からボイストレーナーとして活動を開始し、これまでに500人を超える生徒を指導。特に、楽曲を因数分解するようにパートごとに分け、アレンジを加えながら指導するスタイルが好評を得ている。子ども向けのキッズクラスも開講し、幅広い年齢層の指導にあたっている。2025年の募集は満員となり、締め切られている。
楽曲掲載 大手ギターコードサイト U-FRET にて『エテルニータ』のコード譜が掲載されている。
配信情報 『灯台の光』は、各ストリーミングサイトでリマスター版が配信されている。 楽曲のテーマは「別れや喪失を乗り越え、大切な思い出や意志が必ず希望の場所に導いてくれる」というメッセージが込められている。YouTubeでは先行配信も行われている。 『風の最果て - Breeze Beyond Time -』は、時を超えて巡る風をテーマにした楽曲。風が人々の記憶や思いを運び、過去と未来をつなぐ架け橋となることを表現している。奏優太の透明感と温かさを併せ持つ歌声が、聴く人の心にそっと触れ、大切な思い出を呼び覚ますような力を持つ。風が吹く瞬間の儚さと美しさを感じながら、音楽と共に心を委ねる一曲となっている 以下の楽曲が、DAMおよびJOYSOUNDにてカラオケ配信されている。 エテルニータ 灯台の光 あなたを守りたい メディア出演 FM戸塚 FM横浜 企業CM SYNC TONE MUSIC 公式サイト Instagram